# Dobroń (gromada)
Dobroń – dawna gromada, czyli najmniejsza jednostka podziału terytorialnego Polskiej Rzeczypospolitej Ludowej w latach 1954–1972.
Gromady, z gromadzkimi radami narodowymi (GRN) jako organami władzy najniższego stopnia na wsi, funkcjonowały od reformy reorganizującej administrację wiejską przeprowadzonej jesienią 1954 do momentu ich zniesienia z dniem 1 stycznia 1973, tym samym wypierając organizację gminną w latach 1954–1972.
Gromadę Dobroń siedzibą GRN w Dobroniu utworzono – jako jedną z 8759 gromad na obszarze Polski – w powiecie łaskim w woj. łódzkim, na mocy uchwały nr 31/54 WRN w Łodzi z dnia 4 października 1954. W skład jednostki weszły obszary dotychczasowych gromad Dobroń, Dobroń Poduchowny, Markówka i Orpelów (z wyłączeniem osady Przygoń i kolonii Poleszyn-Orpelów od autostrady do toru kolejowego i drogi orpelowskiej), wieś Mogilno Małe z dotychczasowej gromady Mogilno oraz enklawę gromady Wymysłów Francuski (położoną na terenie dotychczasowej gromady Markówka) ze zniesionej gminy Dobroń, a także obszar dotychczasowej gromady Poleszyn ze zniesionej gminy Wiewiórczyn, w tymże powiecie. Dla gromady ustalono 23 członków gromadzkiej rady narodowej.
1 stycznia 1959 do gromady Dobroń przyłączono wieś i kolonię Ldzań, osadę młyńską Tatar, wieś Morgi, wieś Brogi, wieś Zimne Wody i wieś Mogilno Duże ze zniesionej gromady Ldzań oraz wieś Chechło, kolonię Gliny, kolonię Gustawów i kolonię Kosobudy ze zniesionej gromady Chechło.
31 grudnia 1961 do gromady Dobroń przyłączono parcelę Wymysłów, wieś i parcelę Wymysłów Francuski oraz wieś Wymysłów Piaski ze zniesionej gromady Żytowice.
Gromada przetrwała do końca 1972 roku, czyli do kolejnej reformy gminnej. 1 stycznia 1973 w powiecie łaskim reaktywowano gminę Dobroń (od 1999 gmina leży w powiecie pabianckim).